# Elternkurs
Ein Elternkurs ist ein Bildungsangebot für Eltern mit dem Ziel einer Stärkung der Erziehungskompetenz. Elternkurse haben unterschiedliche Ansätze und wissenschaftliche Hintergründe. Die Zielgruppe variiert zwischen Eltern von Kleinkindern und Eltern von Jugendlichen und Eltern mit oder ohne spezifische Probleme. Ziel ist es, den Erziehungsstil von Eltern zu optimieren (Hurrlmann und Unverzagt, 2000).
Einige Elternkurse werden mit einem Führerschein für Eltern in Verbindung gebracht. Dieser Begriff bezeichnet aber keine einheitliche Qualifikation. Es handelt sich auch nicht um eine Verpflichtung, selbst wenn der Begriff „Führerschein“ das Gegenteil nahelegt.

## Förderung von Elternkursen in Deutschland
In Deutschland wurde 2000 mit dem Gesetz zur Ächtung von Gewalt in der Erziehung die gewaltfreie Erziehung im Bürgerlichen Gesetzbuch (§1631 Abs. 2 BGB) verankert; zugleich wurden die Träger der Jugendhilfe aufgefordert, Eltern Wege aufzeigen, wie Konfliktsituationen in der Familie gewaltfrei gelöst werden können, und es wurde eine finanzielle Förderung entsprechender Angebote gewährt. Auch einzelne Bundesländer haben eigene Elternkursprogramme entwickelt. Es bestehen auch Angebote für bestimmte Familiensituationen, beispielsweise für Familien mit Migrationshintergrund und für Alleinerziehende.
In Herford fördert die Initiative Chancenreich einer privaten Stiftung diejenigen Eltern, die sowohl einen kostenfreien Erziehungskurs belegen als auch alle Vorsorgeuntersuchungen beim Kinderarzt nachweisen und ihr Kind vor dem dritten Geburtstag in der Kita angemeldet haben, mit einer Geldprämie.

## Förderung von Elternbildung in Österreich
Die „Richtlinien zur Förderung der Elternbildung“, die 2005 in Kraft traten, dienen der Zielsetzung, durch die Gewährleistung qualitativer Elternbildungsangebote die gewaltfreie Erziehung zu fördern, Schwierigkeiten in der alltäglichen Eltern-Kind-Beziehung und Partnerschaftlichkeit vorzubeugen und dabei Mütter und Väter aller Bildungsschichten zu erreichen. Aufgrund dieser Richtlinien können gemeinnützige Einrichtungen eine finanzielle Förderung für Elternbildungsangebote erhalten.
Zu Spezialthemen können auch Angebote für einen besonderen Personenkreis, etwa Großeltern oder Stiefeltern, oder Bildung für Eltern behinderter Kinder oder Eltern mit interkultureller Herkunft gefördert werden. Es besteht kein Rechtsanspruch auf eine Förderung.

## Ausrichtungen einzelner Elternkurse
Einige der bekannteren Elternkurse sind:
- Gordon-Familientraining orientiert sich an der klientenzentrierten Psychotherapie.
- Das Triple P-Programm beruht auf kognitiv-behavioralen Ansätzen, wie z. B. der sozialen Lerntheorie von Albert Bandura und dem Selbstmanagement-Ansatz von Frederick Kanfer.
- Der Elternkurs Starke Eltern – Starke Kinder des Deutschen Kinderschutzbundes
- Encouraging-Elterntraining (Schoenaker-Konzept)[6]
- FamilienTeam-Elterntraining[7]
- Familienprogramm Fun[8]
- Eltern Stärken – Dialogische Elternseminare[9]
- Eltern AG – Das Empowermentprogramm[10]
- GdS – Gesetze des Schulerfolgs[11]
- Safe – Sichere Ausbildung für Eltern[12]
- TAFF-Training, Anleitung, Förderung von und für Familien – Elternkurs der AWO am Niederrhein
- Online-Elterntraining – ein kostenloses und internetbasiertes Anti-Stress-Training für Eltern (www.nofamstress.com)[13]
- Das Eltern-Onlinetraining – einfach besser erziehen ... Ein Kommunikationstraining für Eltern. (www.eltern-onlinetraining.de)
- Effekt EntwicklungsFörderung in Familien: Eltern- und Kinder-Training initiiert und unterstützt vom Bundesministerium für Familie, Senioren, Frauen und Jugend[14]

In Abgrenzung hierzu richtet sich das pädagogische Programm Babybedenkzeit an Jugendliche ab 14 Jahren. Es gibt ihnen die Möglichkeit, im Rahmen eines „Elternpraktikums“ mit Hilfe einer Babysimulations-Puppe in einem sicheren Rahmen zu erleben, was es konkret bedeuten kann, 24 Stunden am Tag für einen Säugling verantwortlich zu sein. In Deutschland wird das Programm u. a. durch Pro Familia vermittelt.

### Step – Systematic Training for Effective Parenting
Das Programm wurde von den Psychologen Don Dinkmeyer Sr., Gary D. McKay und Don Dinkmeyer Jr. entwickelt und publiziert. Die Publikation wurde durch ein ausführliches Konzept zur Schulung und Verbreitung ergänzt. Es basiert auf Alfred Adlers Individualpsychologie und der Arbeit der Psychologen Rudolf Dreikurs und Thomas Gordon. Anhand des Austauschs in der Gruppe, empirischen Übungen, Power-Point-Präsentation, Videos und mit Rollenspielen wird das Erkennen und der Umgang mit Fehlverhalten, Ermutigung und gute Kommunikation erlernt. Es wird mit natürlichen und logischen Konsequenzen gearbeitet. Nach jedem Abend à 2 Stunden üben die Eltern das erlernte zu Hause und tragen die Erfahrungen in der nächsten Woche in die Gruppe. Dieser Kurs geht über 10 Wochen und fördert den demokratischen Erziehungsstil.

### Starke Eltern – Starke Kinder
Dieses Elternkurs-Programm des Deutschen Kinderschutzbundes orientiert sich an der humanistischen Psychologie, der systemischen Familientherapie und an Kommunikationstheorien.
Die Zielgruppe der Kurse sind alle Eltern. Eine Ausrichtung auf spezielle Zielgruppen wie alleinerziehende Eltern, Patchworkfamilien oder bildungsbenachteiligte Eltern ist aber möglich und erwünscht. Ebenso werden Kurse für Eltern von Kindern bestimmter Altersstufen (0–3, Schulkinder oder Kinder in der Pubertät) angeboten. In speziellen Kursen können auch pädagogische Fachkräfte, wie Erzieher, sozialpädagogische Familienhilfen oder Lehrer das Konzept der anleitenden Erziehung erlernen.
Das Kursprogramm basiert auf dem Modell der anleitenden Erziehung, welches Eltern in ihrer Erziehungskompetenz stärken soll. Durch das (Wieder-)Erlangen elterlicher Präsenz soll es Eltern möglich werden dirigistisches und negativistisches Erziehungsverhalten abzubauen und wieder mehr zu einem positiveren und gelasseneren Blick auf die Kinder zu finden. Im Verlauf des Kurses können die Eltern Erlerntes als Wochenaufgabe erproben und so auch ihren Partner mit einbeziehen.
Die Teilnehmenden werden angeleitet, sich über ihre persönlichen Erziehungsziele und Werte klar zu werden, ihr eigenes Selbstvertrauen wiederzuerlangen und kindliches Selbstvertrauen zu stärken und ihre Kommunikation mit dem Kind zu verbessern. Informationen zur kindlichen Entwicklungspsychologie ermöglicht Eltern einen gelasseneren Blick auf kindliche Probleme und soll Eltern dazu befähigen, Kinder in ihrem Explorations- und Problemlösungsverhalten zu begleiten und wenn nötig zu unterstützen.
Mit der Erstellung des Begleitmaterials zur Förderung der psychischen Gesundheit (2011) wurde das bislang fehlende theoretische Fundament nachgeliefert und ein Bindungsmodell der anleitenden Erziehung hinzugefügt. Die Sichtweise der anleitenden Erziehung auf die Bedürfnisse von Kindern wird anhand von Beispielen aus den Neurowissenschaften und der Entwicklungspsychologie erläutert. Das Material wird vom Bundesgesundheitsministerium kostenlos zum Download zur Verfügung gestellt.

### Kess erziehen
Alfred Adlers Individualpsychologie und ihre Anwendung durch Rudolf Dreikurs bilden auch die wissenschaftliche Grundlage für Kess-erziehen. „Kess“ ist die Abkürzung für kooperativ, ermutigend, sozial und situationsorientiert.
Ziel des Kurses ist es, einen kooperativen, demokratischen Erziehungsstil zu fördern; dazu werden gemeinsame Regeln für das Familienleben aufgestellt und Beschlüsse werden von allen in einem Familienrat gefasst. Der Kurs fördert die Fähigkeit der Teilnehmer die sozialen Grundbedürfnisse eines Kindes zu verstehen, deren Missachtung zu unerwünschtem Verhalten führt. Erwachsene und Kinder werden als gleichwertig angesehen und die gegenseitige Anerkennung von Bedürfnissen wird hervorgehoben. Die Eltern oder Erzieher lernen Entwickeln von Kooperation, Konfliktmanagement und den Kindern Grenzen durch logische Konsequenzen zu vermitteln. Konsequentes, ermutigendes Handeln soll Selbstständigkeit fördern und Kindern erlauben möglichst viel Verantwortung für sich selbst zu übernehmen.
Die Teilnehmer werden angeleitet situationsorientiert zu handeln, Kindern Wahlmöglichkeiten anzubieten und positives Verhalten zu beachten, anstatt primär auf negatives Verhalten zu reagieren. Dadurch werden Selbstwertgefühl und partnerschaftlich verantwortungsvolles Verhalten gefördert. Zeiträume mit einer besonderen Qualität von Zuwendung, in denen Eltern ihren Kindern ungeteilte Aufmerksamkeit schenken und aktiv zuhören, werden als Edelsteinmomente bezeichnet. Edelsteinmomente sollen den Kindern besondere Wertschätzung vermitteln.
Der Kurs besteht aus fünf Einheiten:
1. Das Kind sehen – soziale Grundbedürfnisse achten
2. Verhaltensweisen verstehen – angemessen reagieren
3. Kinder ermutigen – die Folgen des eigenen Handelns zumuten
4. Konflikte entschärfen – Probleme lösen
5. Selbständigkeit fördern – Kooperation entwickeln

### Safe – Sichere Ausbildung für Eltern
Das Programm Safe – Sichere Ausbildung für Eltern dient der Elternbildung und der Prävention. Es richtet sich an werdende Eltern und beruht auf der Erkenntnis, dass Eltern eigene Bindungserfahrungen nicht selten an die Generation ihrer Kinder weitergeben und dass gerade auch frühe Phasen der Eltern-Kind-Beziehung entscheidend sind für die Bindungsfähigkeit der Kinder.
Das Programm beginnt ungefähr in der 20. Schwangerschaftswoche und währt bis zum Ende des 1. Lebensjahres des Kindes. Es zielt auf die Entwicklung einer sicheren Bindung zwischen Eltern und Kind. Eltern werden dabei in ihrer Fähigkeit gestärkt, feinfühlig auf die Äußerungen und Bedürfnisse des Kindes einzugehen. Junge Eltern werden darin gestärkt, ihre Beziehung zu ihrem Kind von Anfang an positiv gestalten zu können. In einer Reihe von insgesamt zehn ganztägigen, durch zwei Mentoren angeleiteten Gruppentreffen vor und nach der Geburt erlernen und üben Eltern den Umgang mit dem Kind. Zusätzlich werden in ergänzenden Einzelgesprächen eigene Bindungserfahrungen besprochen und gegebenenfalls erste Schritte zur Aufarbeitung eigener Traumata unternommen. Eine Therapie ersetzt das Programm nicht. Zum Einsatz kommen das Adult Attachment Interview, weitere Fragebögen sowie Video-Feedback. Als ergänzende Unterstützung steht den Eltern eine telefonische Hotline zur Verfügung.
Das Safe-Programm wurde von Karl Heinz Brisch entwickelt und in Zusammenarbeit mit dem Bayerischen Staatsministerium für Arbeit und Sozialordnung, Familie und Frauen und dem Staatsinstitut für Frühpädagogik umgesetzt.

## Wirksamkeit
Im Familienmonitor 2006 des BMFSFJ wird hervorgehoben, dass Schätzungen zufolge rund ein Drittel der Väter und Mütter mit der Erziehung ihrer Kinder überfordert seien. Familien, in denen Erziehungsschwierigkeiten bestehen, würden durch Angebote der Eltern- und Familienbildung kaum erreicht. Diese Kluft könne durch eine enge Zusammenarbeit (Erziehungspartnerschaften) zwischen Eltern und Erziehungseinrichtungen, insbesondere Kindertagesstätten, überbrückt werden.
Derselbe Bericht hob hervor, dass es bisher nur in sehr begrenztem Umfang Studien zur Wirksamkeit von Elternbildung im Allgemeinen gebe, dass hingegen durchaus Evaluationsstudien zu bestimmten Elternkursen bestehen, etwa zu Starke Eltern – Starke Kinder, zu Effekt und zu Triple P. Es lasse sich festhalten, dass beispielsweise das Programm Effekt dann besonders wirksam sei, wenn es als Kombination von Eltern- und Kindprogrammen eingesetzt würde.